# 永泰丝厂
31°33′34″N 120°18′35″E / 31.55934°N 120.30960°E
永泰丝厂，为中国近代的一个纺织工厂。原位于上海市，后迁至无锡市。现有永泰丝厂旧址，位于中华人民共和国江苏省无锡市梁溪区南长街364号，为江苏省文物保护单位。

## 历史
清朝光绪二十二年（1896年），薛南溟、周舜卿合资创办永泰丝厂，原位于上海七浦路，后由薛氏独资经营。1926年5月，永泰丝厂迁至无锡大公桥堍，工厂由幼子薛寿萱管理。工厂产“金双鹿”丝，获美国纽约万国博览会金象奖。1928年起，薛寿萱多次考察美、日等国丝业，并在1930年成功研制中国第一个二十绪立缫车。1936年，他又联合无锡的36家工厂，成立兴业制丝股份有限公司，销售生丝。中华人民共和国成立后，工厂由公私合营、再改为地方国营无锡丝织二厂。

## 保护
现存老厂茧库、办公楼各一幢，均在后厂门附近。茧库面阔七间，高两层，为红砖清水墙。当地政府在永泰丝厂旧址成立中国丝业博物馆。2003年，永泰丝厂旧址与薛南溟旧宅同时公布为无锡市文物保护单位。2006年，江苏省人民政府公布其为江苏省文物保护单位。该建筑为无锡较有代表性的民族工商业历史遗存之一，并列入首批工业遗产保护名录。

## 图库

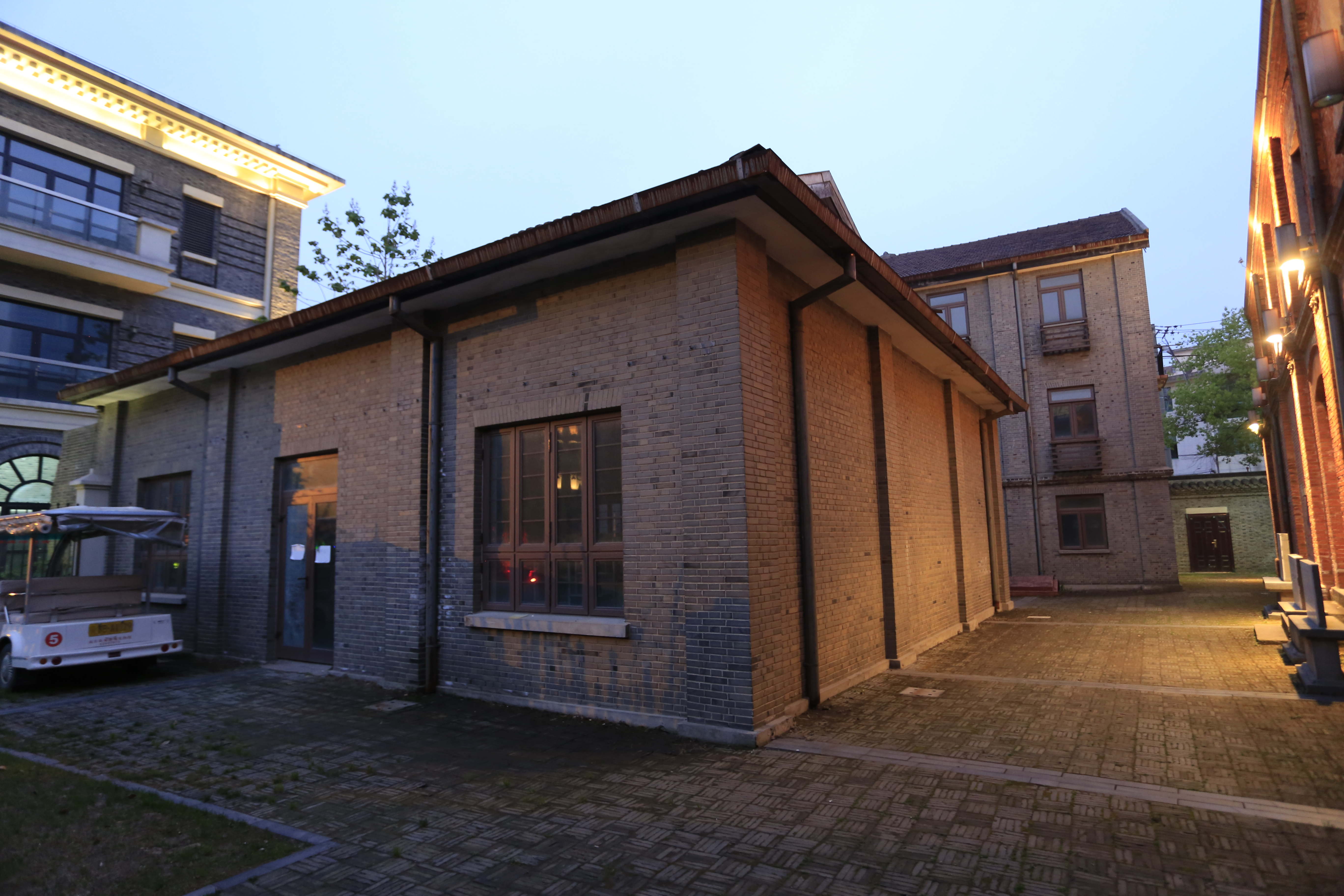
永泰丝厂旧址
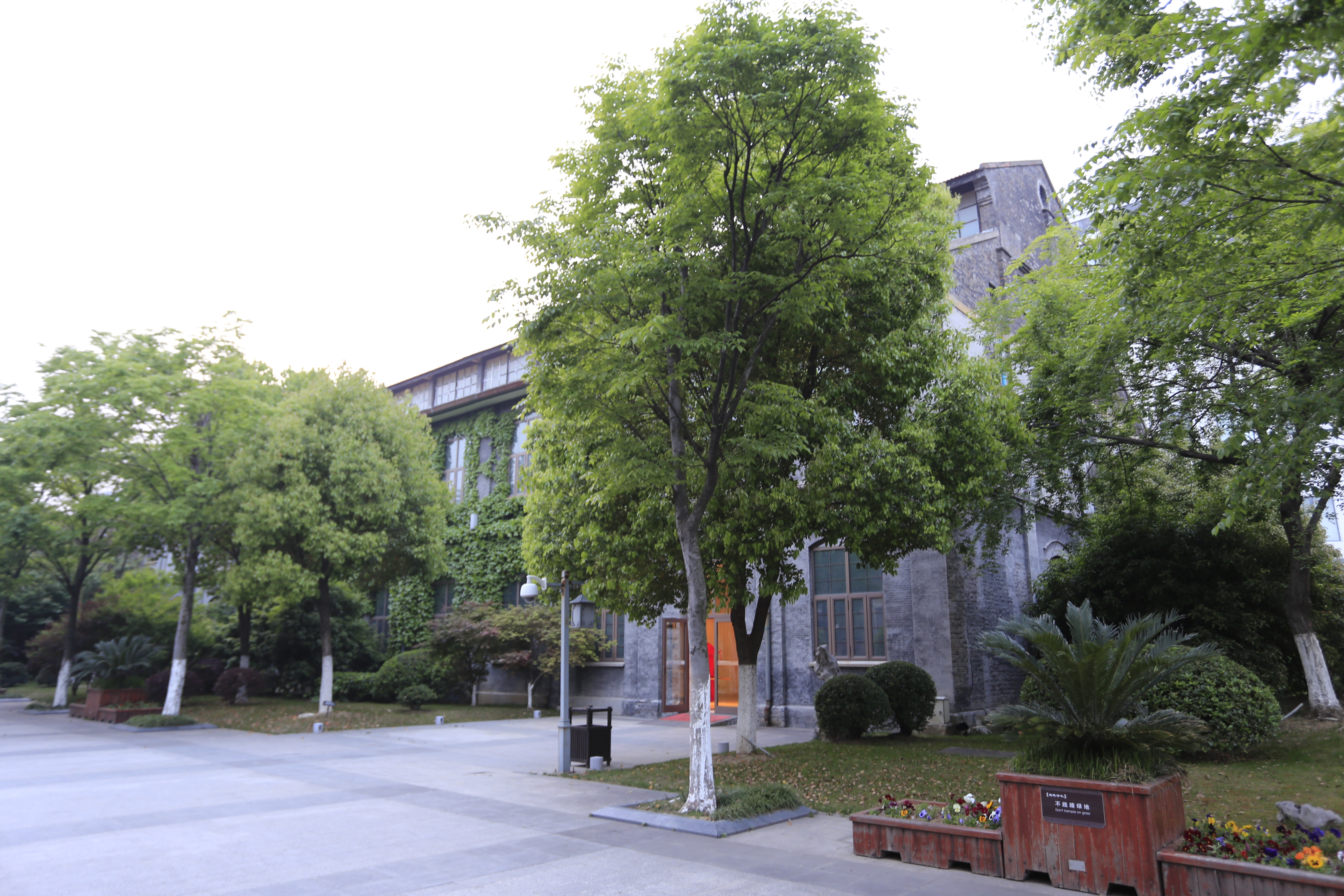
永泰丝厂旧址
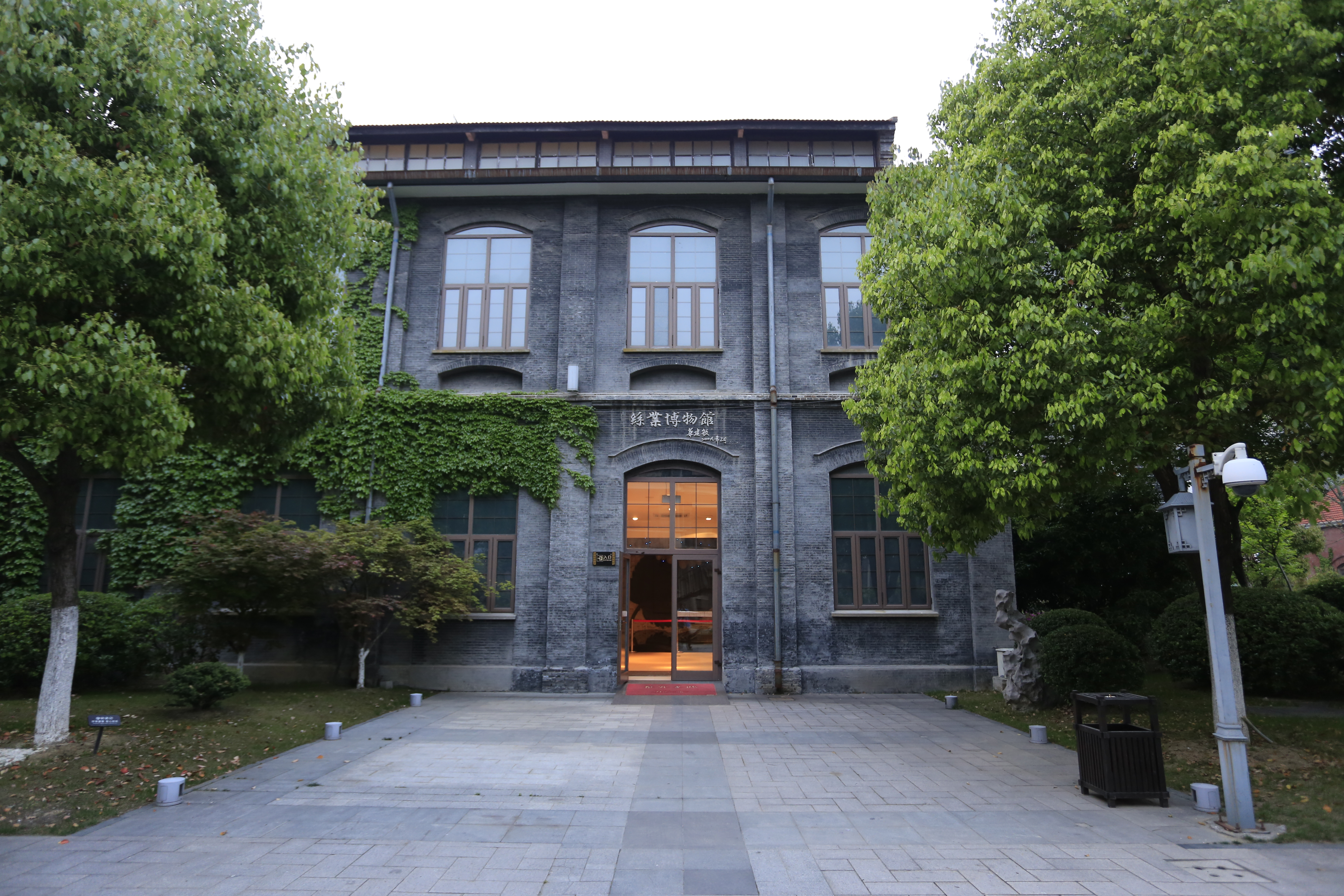
永泰丝厂旧址
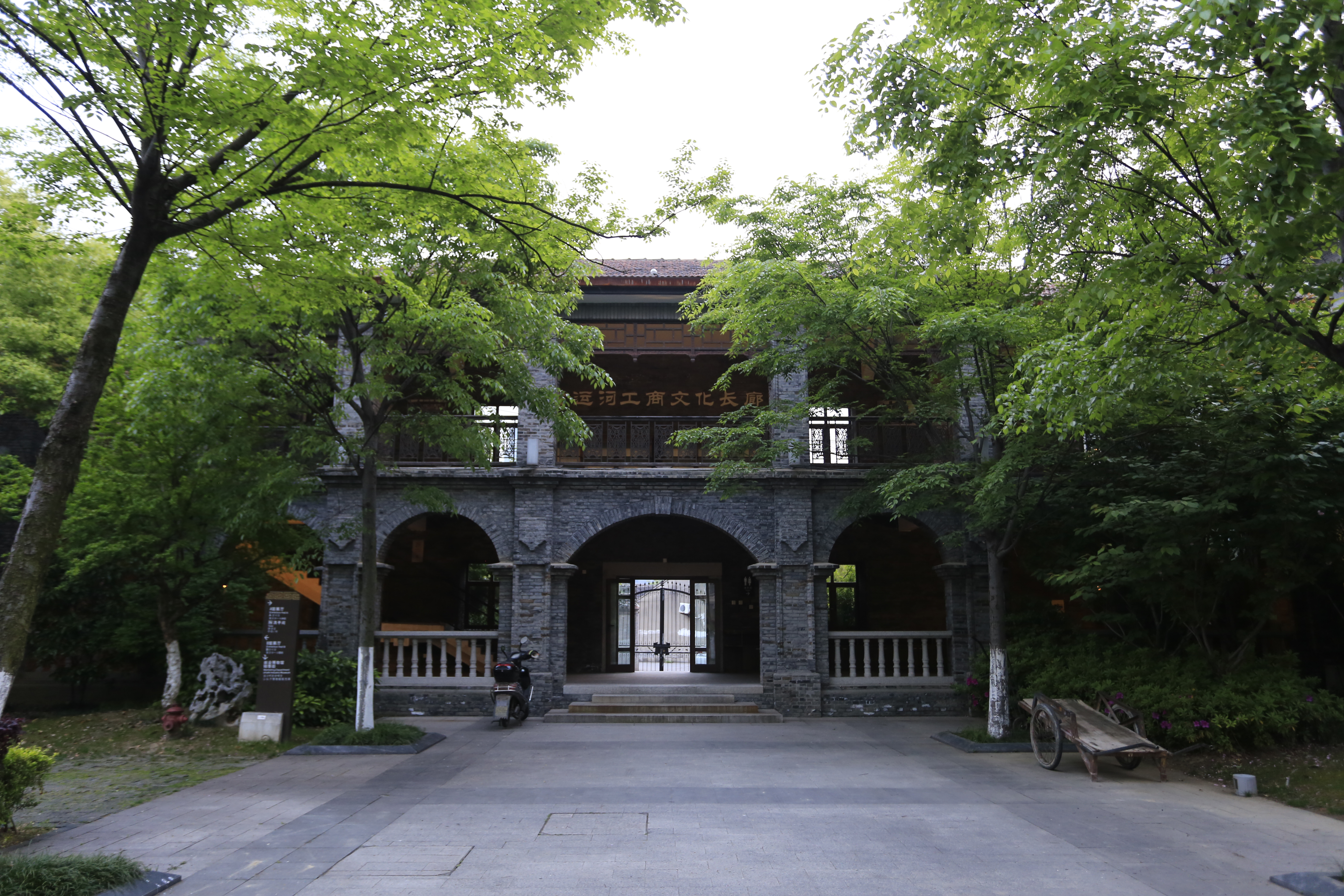
永泰丝厂旧址
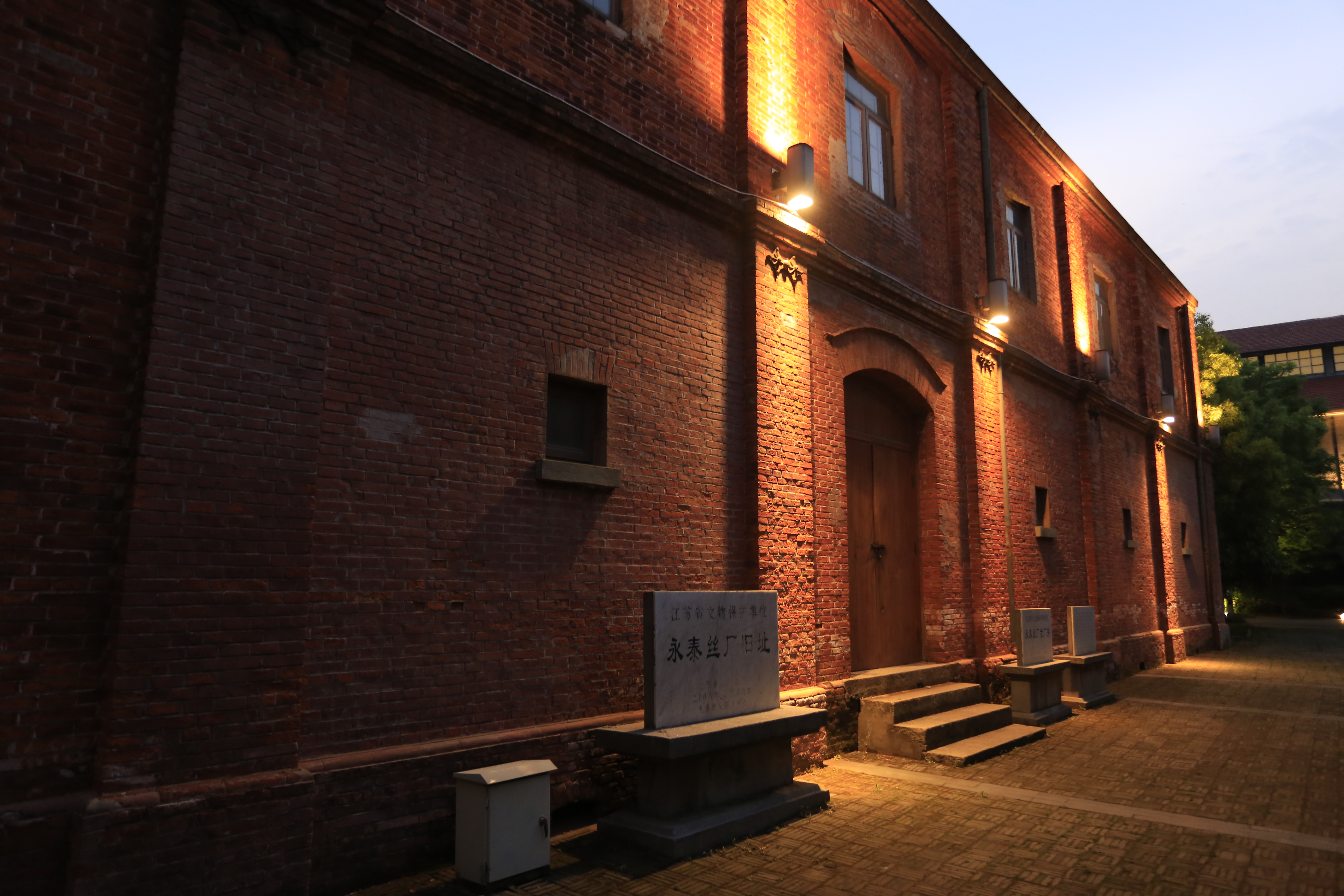
永泰丝厂旧址
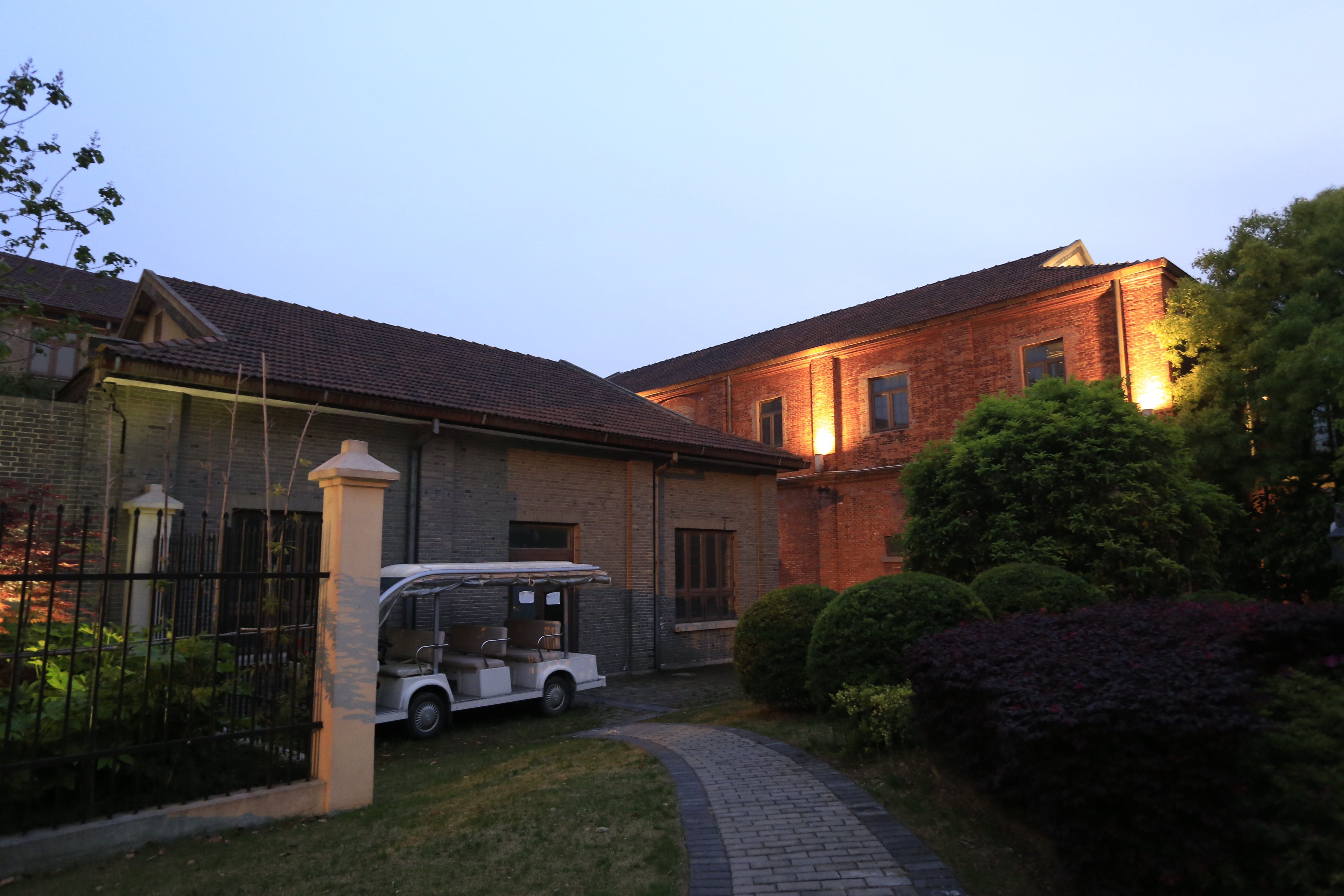
永泰丝厂旧址
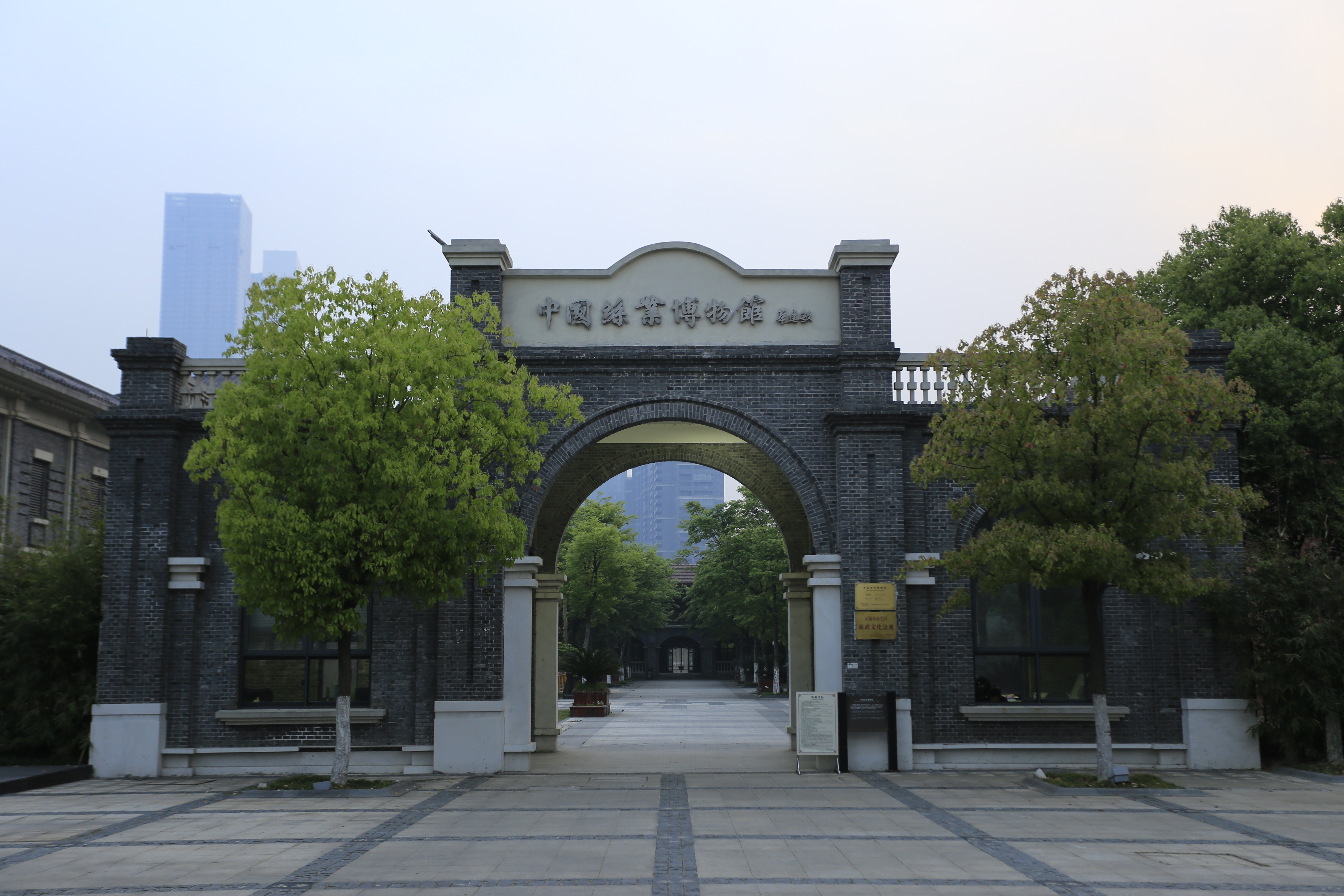
中国丝业博物馆
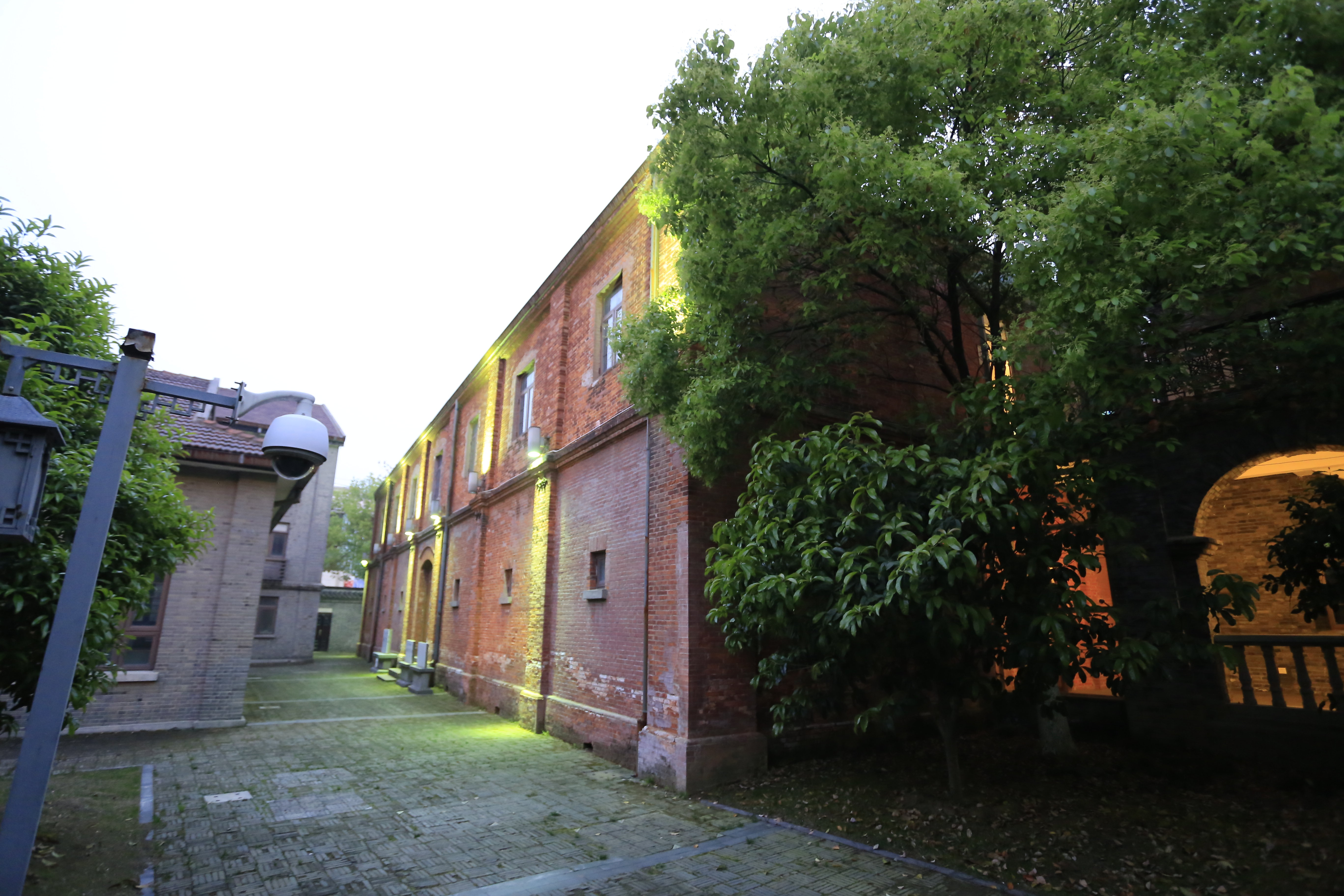
永泰丝厂旧址
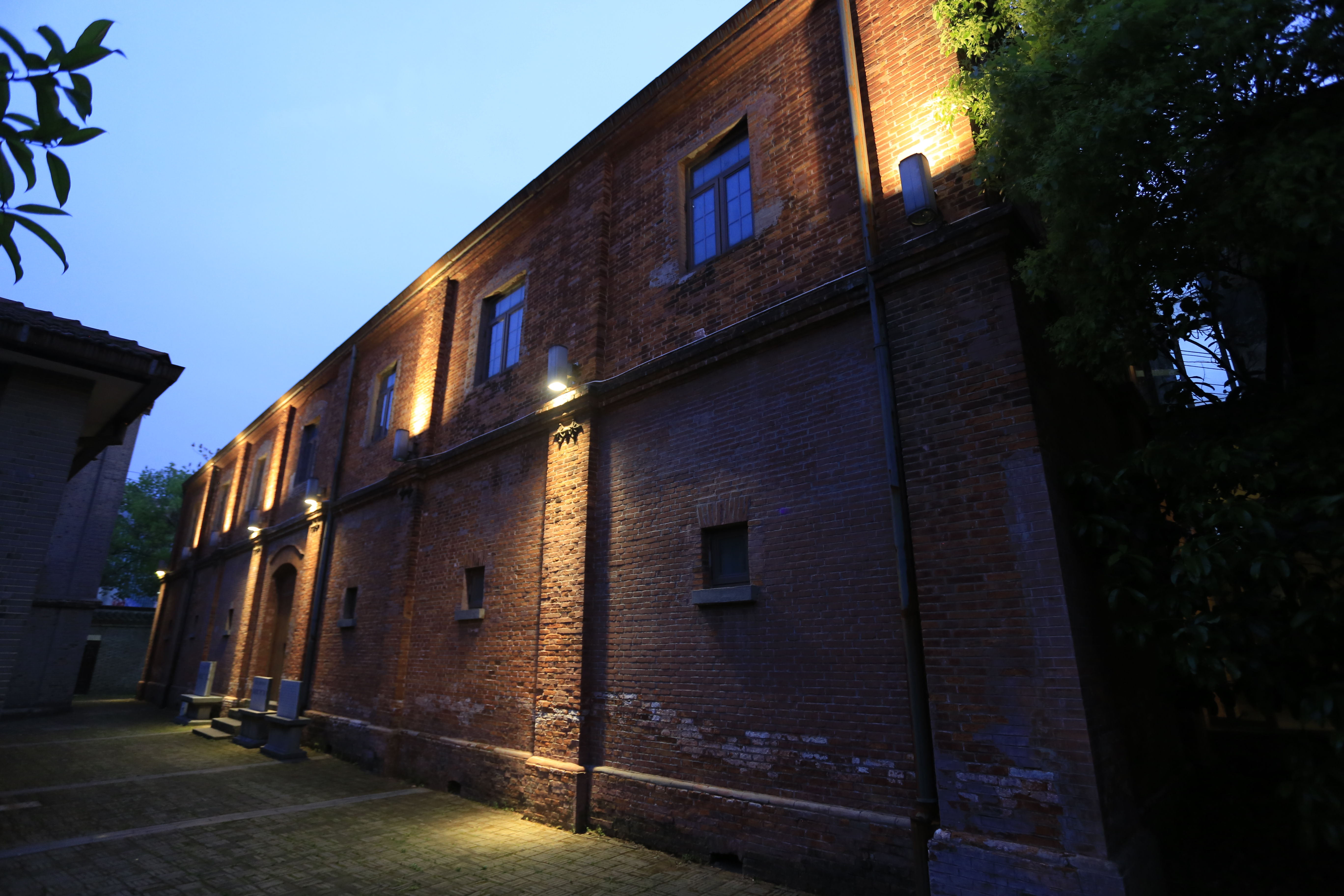
永泰丝厂旧址
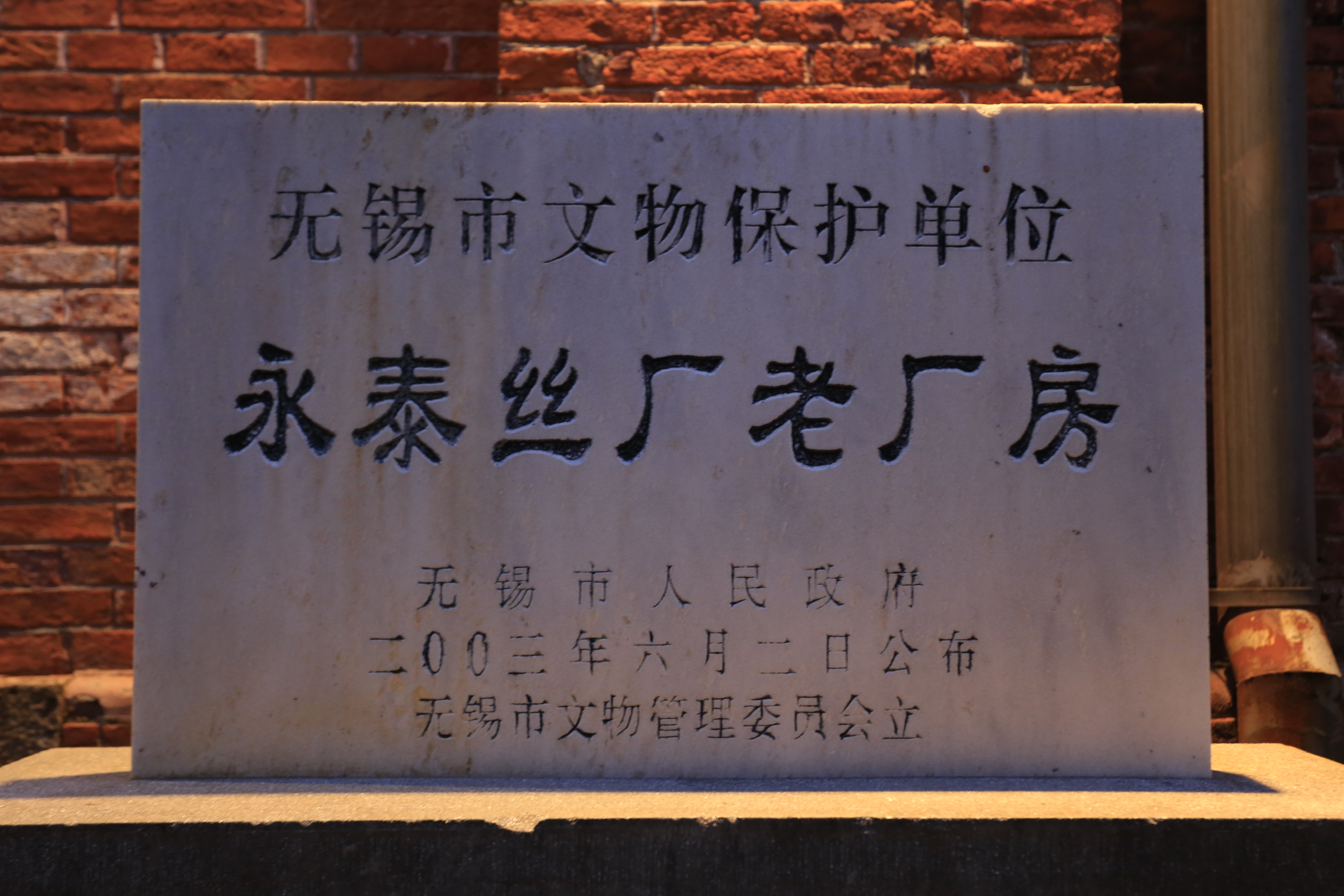
永泰丝厂老厂房
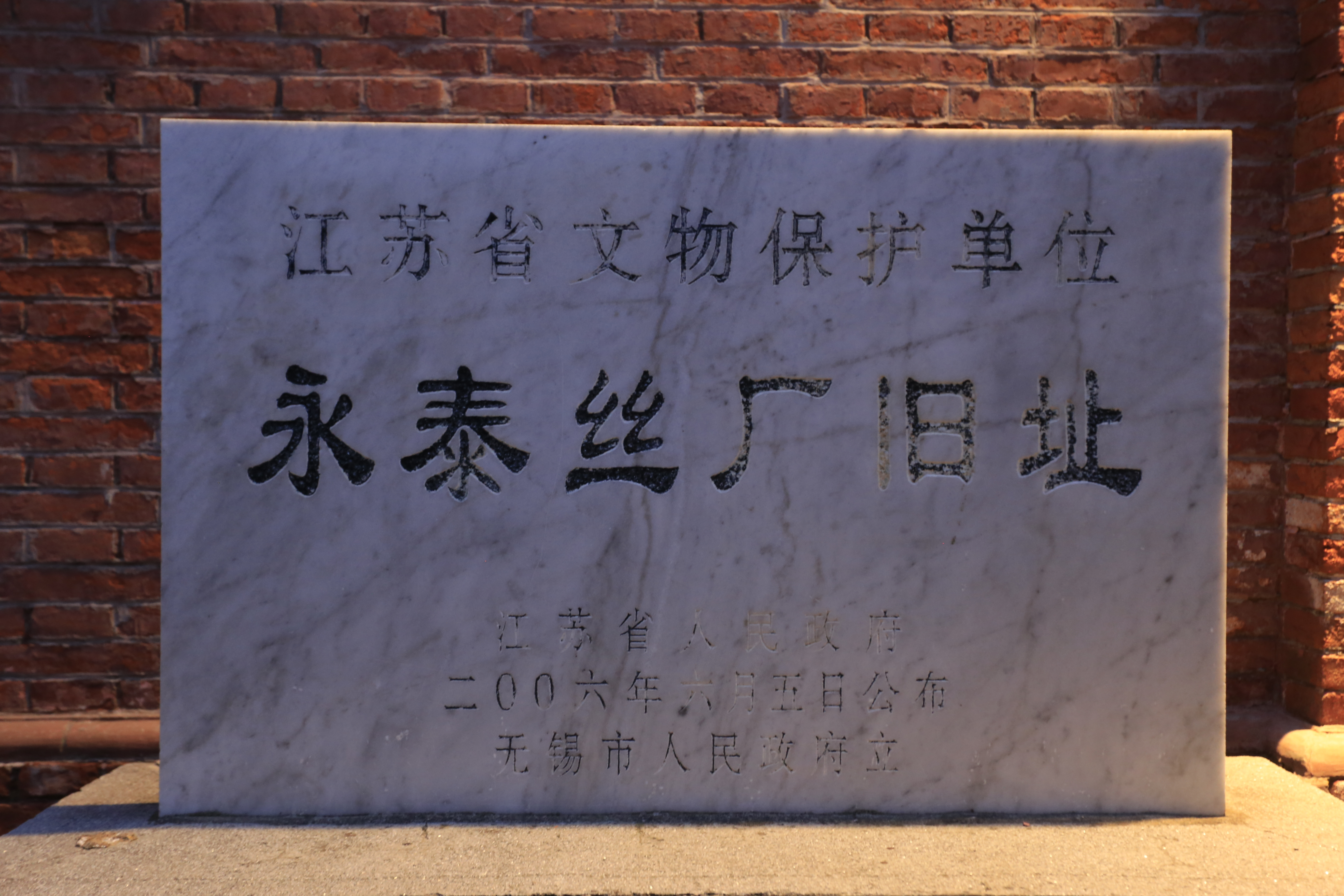
永泰丝厂旧址